# Iglesia de San Lorenzo (Vallejo de Mena)
La iglesia de San Lorenzo es una construcción de origen románico, enclavada en la población de Vallejo de Mena, que pertenece al municipio burgalés del Valle de Mena, en el extremo norte de la provincia. Se considera la joya del arte románico del valle, y se ha fechado su construcción a finales del siglo xii o principios del xiii.
La iglesia, según una inscripción de una de las tumbas en el interior del templo, fue donada por doña Endrequina de Mena a la Orden de San Juan de Jerusalén. La población estaba ubicada por entonces en un importante ramal del Camino de Santiago.

## Arquitectura

### Exterior

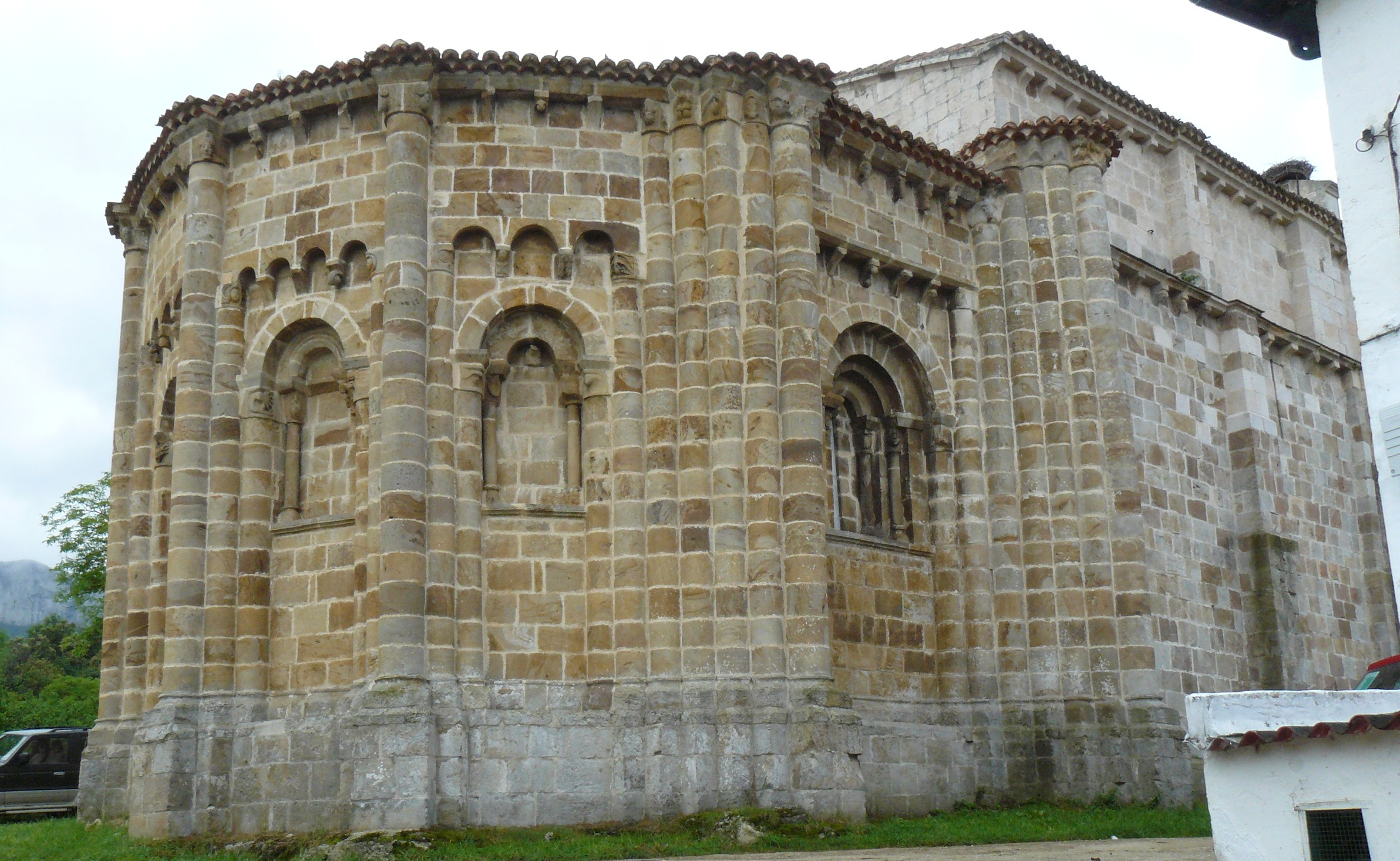
Detalle del ábside de la iglesia.

Cuenta en el extremo oriental con un original ábside que está formado por ocho pilares que lo dividen en paños, a su vez adornados con arquerías de estilo lombardo. Cerca de la unión del ábside con la única nave se encuentran unos grandes pilares formados por columnas agrupadas que debían de haber sostenido una torre que nunca se llegó a construir. Los pilares están formados por haces de columnas, de las que sólo la central llega hasta el alero. En cada paño se encuentra una ventana decorada; hay siete en total, algunas abocinadas. Las columnas de las ventanas cuentan con capiteles decorados con motivos diversos, fundamentalmente fitomorfos o vegetales.
La iglesia cuenta con numerosos canecillos y capiteles decorados, y está construida en sillería.
En la fachada sur se encuentra una de las portadas sobre la que se encuentra una galería de catorce arcos. En la occidental se halla la puerta más decorada, que muestra en sus arquivoltas esculturas diversas, entre las que se cuentan imágenes de peregrinos del Camino, Adán y Eva, caballeros, escenas de caza... Las arquivoltas de sus puertas son ligeramente apuntadas. Hay una tercera que mira al norte.

### Interior
El interior de la única nave del templo está cubierta por una bóveda ojival. La cabecera cuenta con un tramo recto antes del ábside semicircular característico de las iglesia románicas.
Las columnas del interior también cuentan con capiteles ricamente decorados.